# Carson Tanguilig
Carson Tanguilig (Alpharetta, 31 juli 2003) is een tennisspeelster uit de Verenigde Staten van Amerika. Tanguilig speelt rechtshandig. Zij is actief in het internationale tennis sinds 2018.

## Loopbaan
In 2023 kreeg Tanguilig met Fiona Crawley een wildcard voor het vrouwendubbelspeltoernooi van het US Open. Dat jaar wonnen zij ook samen het Amerikaanse NCAA dubbelspelkampioenschap.

## Resultaten grandslamtoernooien
| Legenda | Legenda                          |
| ------- | -------------------------------- |
| g.t.    | geen toernooi gehouden           |
| l.c.    | lagere categorie                 |
| –       | niet deelgenomen                 |
| G       | uitgeschakeld in de groepsfase   |
| 1R      | uitgeschakeld in de eerste ronde |
| 2R      | uitgeschakeld in de tweede ronde |
| 3R      | uitgeschakeld in de derde ronde  |
| 4R      | uitgeschakeld in de vierde ronde |
| KF      | uitgeschakeld in de kwartfinale  |
| HF      | uitgeschakeld in de halve finale |
| F       | de finale verloren               |
| W       | het toernooi gewonnen            |
| w-v     | winst/verlies-balans             |

### Enkelspel
geen deelname

### Vrouwendubbelspel
| toernooi        | 2023 |
| --------------- | ---- |
| Australian Open | –    |
| Roland Garros   | –    |
| Wimbledon       | –    |
| US Open         | 1R   |